# Mark Hunt
Pour les articles homonymes, voir Hunt.
Mark Richard Hunt, né le 23 mars 1974 à Auckland en Nouvelle-Zélande dans une famille d'origine samoane, est un kick-boxeur et pratiquant néo-zélandais d'arts martiaux mixtes (MMA). Il est le premier non-européen à remporter le tournoi du K-1 World GP, en 2001, qui consacre le meilleur kick-boxeur de la planète en règle K-1.

## Biographie
Mark Hunt a eu une enfance difficile, sous la coupe d'un père violent qui le battait, le torturait et violait régulièrement sa grande sœur. Durant cette époque, le combattant explique aujourd'hui qu'il se bagarrait beaucoup à l'école et dans la rue pour extérioriser cette haine paternelle qu'il ressentait.
En grandissant, il devient un jeune turbulent et se fait remarquer lors d'une bagarre à l'extérieur d'une boîte de nuit. Impressionné par la manière avec laquelle son opposant fut envoyé au tapis, l'un des portiers l'invite au « Sam Marster's Gym » pour l'initier au kick-boxing. Hunt devient par la suite professionnel.
Il est connu et reconnu pour son endurance, sa résistance aux coups et sa force de frappe. Ces attributs lui permettent de mener deux carrières sportives, concourant en kick-boxing et en arts martiaux mixtes simultanément. Il est toujours en activité à plus de 41 ans.

## Parcours en kick-boxing

### K-1
Lors de son combat contre Mirko « Cro Cop » Filipović, il encaisse plusieurs high kicks et hammer kicks sans montrer le moindre signe de fébrilité. Il remporte également la première place lors d'un vote pour élire le meilleur encaisseur du circuit de kickboxing. Le panel d'expert avait également voté pour Ray Sefo.
Il a cependant été mis au tapis par le Français Jerôme Le Banner lors d'un combat le 25 mai 2002 et a perdu aux points dans un autre combat du 7 décembre 2002.

## Parcours en arts martiaux mixtes

### Pride Fighting Championships
Mark fait ses débuts en arts martiaux mixtes au Pride FC en juin 2004. Il se fait rapidement un nom en s'imposant face à des combattants comme Wanderlei Silva ou Mirko « Cro cop » Filipovic, numéro 2 mondial à l'époque. Il combat aussi Fedor Emelianenko pour le titre de champion des poids Lourds de l'organisation. Malgré un bon match de la part de Hunt, Emelianenko l'emporte par soumission.

### Ultimate Fighting Championship
En 2010, il signe avec l'Ultimate Fighting Championship malgré sa série de cinq défaites. Il en encaisse d'ailleurs une nouvelle lors de son premier combat face à Sean McCorkle. Mais il enchaine ensuite une série de quatre victoires consécutives, Chris Tuchscherer (KO au second round), Ben Rothwell (Décision unanime), Cheick Kongo (TKO au premier round) et Stefan Struve (TKO au troisième round). Il en obtient deux récompense pour le KO de la soirée.
Ces victoires lui permettent de remplacer Alistair Overeem (blessé) dans un combat contre l'ancien champion et numéro 1 de la division Junior dos Santos.
Le combat se déroule en second combat principal de l'UFC 160, la tête d'affiche revenant au match pour le titre poids lourds opposant le champion Cain Velasquez à Antônio Silva. Dominé par son adversaire, Mark Hunt perd ce combat par KO dans le troisième round et rate l'occasion de devenir le prochain aspirant au titre de champion poids lourd de l'UFC.
Junior dos Santos s'octroie la place de prochain aspirant au titre et Mark Hunt est alors programmé dans le prochain événement australien de l'UFC pour affronter Antônio Silva.
Le match se déroule en tant que combat principal de l'UFC Fight Night 33, le 7 décembre 2013. Les deux hommes livrent un combat mémorable, se rendant coups pour coups, passant proche du KO à plusieurs reprises.
Ils mènent le combat jusqu'à la fin du temps imparti, terminant le combat exténués. Un des trois juges donne Hunt vainqueur, tandis que les deux autres donnent une égalité. Le combat se solde donc par une égalité majoritaire.
Le combat est d'une telle intensité que le président de l'UFC, qui qualifie l'affrontement comme "le plus combat poids lourd le plus fou de l'histoire" décide de reverser aux deux adversaires le bonus du combat de la soirée et le bonus de victoire malgré le match nul. Autre fait inhabituel, Silva est contrôlé avec un taux de testostérone anormalement élevé fin décembre. Il écope d'une suspension de neuf mois et voit le résultat du combat changé en "Sans décision" dans son palmarès. Pourtant, l'égalité est bien maintenu dans celui de Mark Hunt qui reçoit en prime le bonus de victoire de son adversaire.
Hunt affronte ensuite Roy Nelson en tête d'affiche de l'UFC Fight Night 52, le 20 septembre 2014. Il est alors classé numéro 6 de la catégorie tandis que son adversaire est lui placé à la huitième place. Ce combat marque surtout son retour au Japon, pays dans lequel il a connu la gloire du temps de sa carrière en kickboxing (K-1). Nelson est réputé pour les mêmes qualités que Hunt. Un gros puncheur avec une grande capacité à encaisser les coups. Après plusieurs échanges, Mark Hunt touche l'Américain d'un uppercut. Nelson s'écroule et l'arbitre arrête le combat après trois minutes dans le second round.
Il s'agit de la première défaite par KO pour Roy Nelson en 30 combats (1 TKO sur 9 défaites avant l'affrontement) et Hunt remporte un bonus de performance de la soirée.
Fin octobre, Mark Hunt est choisi pour remplacer le champion Cain Velasquez, alors blessé au genou et indisponible pour son combat face à
Fabrício Werdum. Ce combat programmé en tête d'affiche de l'UFC 180 au Mexique, le 15 novembre 2014, doit décerner un titre intérimaire de champion poids lourd de l'organisation.
Hunt réussit par deux fois à envoyer le Brésilien sur son séant avec un coup de poing du droit et se montre plus convaincant que son adversaire debout. Mais dans la seconde reprise, Werdum envoie un coup de genou sauté qui fait tomber Hunt sur le dos avant d'enchainer par quelques coups de poing sur ce dernier au sol et remporter la victoire par TKO.

## Palmarès kick-boxing
- Vainqueur du K-1 WORLD GP Primary Oceania tournament 2000
- Vainqueur du K-1 WORLD GP Primary Oceania tournament 2001
- Vainqueur du K-1 WORLD GP 2001

30 victoires (13 (T)KOs, 17 décisions), 13 défaites)

## Palmarès en arts martiaux mixtes
| 27 combats     | 13 victoires | 12 défaites |
| Par KO         | 10           | 5           |
| Par soumission | 0            | 6           |
| Sur décision   | 3            | 1           |
| Égalités       | 1            | 1           |
| Sans décision  | 1            | 1           |

| Résultat      | Record      | Adversaire        | Méthode                                                | Événement                                            | Date              | Round | Temps | Lieu                              | Notes |
| ------------- | ----------- | ----------------- | ------------------------------------------------------ | ---------------------------------------------------- | ----------------- | ----- | ----- | --------------------------------- | --- |
| Défaite       | 13–12–1 (1) | Curtis Blaydes    | Décision unanime                                       | UFC 221                                              | 11 février 2018   | 3     | 5:00  | Perth, Australie                  | |
| Victoire      | 13-11-1 (1) | Derrick Lewis     | TKO (coups de poing)                                   | UFC Fight Night: Lewis vs. Hunt                      | 11 juin 2017      | 4     | 3:51  | Auckland, Nouvelle-Zelande        | |
| Défaite       | 12-11-1 (1) | Alistair Overeem  | KO (coup de genou)                                     | UFC 209: Woodley vs. Thompson II                     | 4 mars 2017       | 3     | 1:44  | Las Vegas, Nevada, États-Unis     | |
| Sans décision | 12-10-1 (1) | Brock Lesnar      | Décision unanime                                       | UFC 200: Tate vs Nunes                               | 9 juillet 2016    | 3     | 5:00  | Las Vegas, Nevada, États-Unis     | Victoire de Lesnar à l'origine, mais le résultat fut changé après que Lesnar ait été contrôlé positif au clomiphène |
| Victoire      | 12-10-1     | Frank Mir         | KO (coup de poing)                                     | UFC Fight Night: Hunt vs. Mir                        | 20 mars 2016      | 1     | 3:01  | Brisbane, Australie               | Performance de la soirée.                                                                                           |
| Victoire      | 11-10-1     | Antônio Silva     | TKO (coups de poing)                                   | UFC 193: Rousey vs. Holm                             | 15 novembre 2015  | 1     | 1:19  | Melbourne, Australie              | |
| Défaite       | 10-10-1     | Stipe Miocic      | TKO (coups de poing)                                   | UFC Fight Night: Miocic vs. Hunt                     | 10 mai 2015       | 5     | 2:47  | Adélaïde, Australie               | |
| Défaite       | 10-9-1      | Fabrício Werdum   | TKO (coup de genou et coups de poing)                  | UFC 180: Werdum vs. Hunt                             | 15 novembre 2014  | 2     | 2:27  | Mexico, Mexique                   | Pour le titre intérimaire des poids lourds de l'UFC.                                                                |
| Victoire      | 10-8-1      | Roy Nelson        | KO (coup de poing)                                     | UFC Fight Night: Hunt vs. Nelson                     | 20 septembre 2014 | 2     | 3:00  | Saitama, Japon                    | Performance de la soirée.                                                                                           |
| Égalité       | 9-8-1       | Antônio Silva     | Égalité majoritaire                                    | UFC Fight Night: Hunt vs. Bigfoot                    | 7 décembre 2013   | 5     | 5:00  | Brisbane, Australie               | Combat de la soirée.                                                                                                |
| Défaite       | 9-8         | Júnior dos Santos | KO (coup de pied circulaire retourné et coup de poing) | UFC 160: Velasquez vs. Bigfoot II                    | 25 mai 2013       | 3     | 4:18  | Las Vegas, Nevada, États-Unis     | Pour déterminer l'aspirant no 1 au titre des poids lourds de l'UFC Combat de la soirée.                             |
| Victoire      | 9-7         | Stefan Struve     | TKO (coups de poing)                                   | UFC on Fuel TV: Silva vs. Stann                      | 3 mars 2013       | 3     | 1:44  | Saitama, Japon                    | KO de la soirée. |
| Victoire      | 8-7         | Cheick Kongo      | TKO (coups de poing)                                   | UFC 144: Edgar vs. Henderson                         | 26 février 2012   | 1     | 2:11  | Saitama, Japon                    | |
| Victoire      | 7-7         | Ben Rothwell      | Décision unanime                                       | UFC 135: Jones vs. Rampage                           | 24 septembre 2011 | 3     | 5:00  | Denver, Colorado, États-Unis      | |
| Victoire      | 6-7         | Chris Tuchscherer | KO (coup de poing)                                     | UFC 127: Penn vs. Fitch                              | 27 février 2011   | 2     | 1:41  | Sydney, Australie                 | KO de la soirée. |
| Défaite       | 5-7         | Sean McCorkle     | Soumission (clé de bras)                               | UFC 119: Mir vs. Cro Cop                             | 25 septembre 2010 | 1     | 1:03  | Indianapolis, Indiana, États-Unis | |
| Défaite       | 5-6         | Gegard Mousasi    | Soumission (clé de bras)                               | Dream 9: Feather Weight Grand Prix 2009 Second Round | 26 mai 2009       | 1     | 1:20  | Yokohama, Japon                   | |
| Défaite       | 5-5         | Melvin Manhoef    | KO (coups de poing)                                    | K-1: Dynamite!! Power of Courage 2008                | 13 décembre 2008  | 1     | 0:18  | Saitama, Japon                    | |
| Défaite       | 5-4         | Alistair Overeem  | Soumission (keylock)                                   | Dream 5: Lightweight Grand Prix 2008 Final           | 21 juillet 2008   | 1     | 1:11  | Osaka, Japon                      | |
| Défaite       | 5-3         | Fedor Emelianenko | Soumission (kimura)                                    | Pride Shockwave 2006                                 | 31 décembre 2006  | 1     | 8:16  | Saitama, Japon                    | Pour le titre des poids lourds du Pride FC.                                                                         |
| Défaite       | 5-2         | Josh Barnett      | Soumission (kimura)                                    | Pride Critical Countdown Absolute                    | 1er juillet 2006  | 1     | 2:02  | Saitama, Japon                    | Quart de Finale du Pride Openweight Grand Prix                                                                      |
| Victoire      | 5-1         | Tsuyoshi Kohsaka  | TKO (coups de poing)                                   | Pride Total Elimination Absolute                     | 5 mai 2006        | 2     | 4:15  | Osaka, Japan                      | Premier tour du Pride Openweight Grand Prix                                                                         |
| Victoire      | 4-1         | Yosuke Nishijima  | KO (coup de poing)                                     | Pride 31: Dreamers                                   | 26 février 2006   | 3     | 1:18  | Saitama, Japon                    | |
| Victoire      | 3-1         | Mirko Filipović   | Décision partagée                                      | Pride Shockwave 2005                                 | 31 décembre 2005  | 3     | 5:00  | Saitama, Japon                    | |
| Victoire      | 2-1         | Wanderlei Silva   | Décision partagée                                      | Pride Shockwave 2004                                 | 31 décembre 2004  | 3     | 5:00  | Saitama, Japon                    | |
| Victoire      | 1-1         | Dan Bobish        | TKO (coup de pied au corps)                            | Pride 28: High Octane                                | 31 octobre 2004   | 1     | 6:23  | Saitama, Japon                    | |
| Défaite       | 0-1         | Hidehiko Yoshida  | Soumission (clé de bras)                               | Pride Critical Countdown 2004                        | 20 juin 2004      | 1     | 5:25  | Saitama, Japon                    | |